# Arc morainique de Muskau
L'arc morainique de Muskau (Muskauer Faltenbogen en allemand, Łuk Mużakowa en polonais) est un arc morainique résultant d'une moraine terminale de poussée de la glaciation elstérienne située à la frontière germano-polonaise entre les länder de Brandebourg et de Saxe en Allemagne et la voïvodie de Lubusz en Pologne.
L'arc en forme de fer à cheval commence dans le Brandebourg à Bad Kölzig et Döbern, se poursuit en Saxe jusque Bad Muskau et remonte en Pologne par Leknica, Nowe Czaple, Żarki Wielkie, Trzebiel pour finir vers Tuplice. Il forme un vallum morainique long de 20 km et large de 22 km. La rivière Neiße coule au centre du vallum. Les dénivélations de terrain sont en moyenne de 100 mètres. Les points culminants sont le Hohe Berg de 183,7 m à l'ouest de Döbern en Brandebourg et en Pologne avec un sommet de 182,8 m au nord de Nowe Czaple. 
La zone a subi un fort impact anthropique du fait de l'exploitation du lignite réhabilitée depuis en géoparc. Du côté allemand, le Muskauer Faltenbogen a été reconnu comme géoparc national en 2006, tandis que du côté polonais, l'arc morainique fait partie du Park Krajobrazowy Łuk Mużakowa depuis 2001. Le 17 septembre 2011, les deux aires protégées des deux côtés de la frontière ont été intégrées dans le réseau européen des géoparcs et depuis le 28 mai 2016 dans le réseau mondial des Géoparcs de l'UNESCO,.